# Національна програма шкільних сніданків і обідів (NSLP)
Національна програма шкільних сніданків і обідів — закріплена Законом ЗДА (79 PL 396, 60 Stat. 230) програма з надання дешевих або безкоштовних шкільних обідів і сніданків для кваліфікованих студентів за допомогою субсидій в школах.

## Історія
Програма була створена як спосіб підтримати ціни на продукти харчування, поглинаючи надлишки з ферм, і в той же час забезпечувати харчування для дітей шкільного віку. Закон був названий на честь Річарда Рассела-молодшого, і підписаний в закон президентом Гаррі С. Труменом у 1946 році.
Більшість підтримки, що надається в школах дітям, що беруть участь в програмі, поставляється у вигляді грошового відшкодування за кожний прийом їжі. Школи також мають право на отримання товару з харчових продуктів і додаткових товарів, оскільки вони доступні від надлишків сільськогосподарських запасів. 
Національна програма шкільних обідів обслужила 30500000 дітей кожен день на суму $ 8,7 млрд за 2007 фінансовий рік. 

## Контингент
Більшість учасників також мають право на їжу протягом літа через  службу літньої продовольчої програми.
Правом користуватися допомогою може будь-яка дитина на умовах, які залежать від рівня доходів її сім’ї: при рівні, нижчому 130 % рівня бідності, обіди надаються безкоштовно, при доході від 130 до 185 % — за пільговими цінами, понад 185% — по повній вартості.
Станом на 1995 рік вартість програми в рік становила 4875 млн доларів, а кількість забезпечених становила 25 млн чол.